# Pedro Paulo Rangel
Pedro Paulo Rangel (Rio de Janeiro, 29 de junho de 1948 — Rio de Janeiro, 21 de dezembro de 2022) foi um ator, diretor, tradutor e letrista brasileiro.

## Biografia
Filho do casal de funcionários públicos Alzira Marques Rangel e Lélio Rangel, desde cedo esteve envolvido com o teatro e ainda adolescente escreveu a peça Quando os Pais Entram de Férias. Convidado a integrar o elenco da peça infantil "O Bruxo e a Rainha", de Pedro Reis, na Igreja de Santa Terezinha, em Copacabana, conheceu o ator Marco Nanini, com quem fez o curso de Formação de Atores no Conservatório Nacional de Teatro, atual escola de teatro da UNIRIO.
Teve a sua primeira experiência em teatro profissional em 1968, atuando na peça "Roda Viva", de Chico Buarque de Hollanda, sob a direção de José Celso Martinez Corrêa, deslocando-se para São Paulo.
Com o Grupo Oficina fez, em 1969, a peça "Galileo Galilei", de Bertolt Brecht, direção de José Celso Martinez Corrêa; lá Jô Soares conheceu seu trabalho e o levou para fazer "Romeu e Julieta", de W. Shakespeare.
Em 1970 fez seu primeiro protagonista, "Jorginho, o Machão", de Leilah Assumpção, direção de Clóvis Bueno.
Em 1972, atuou na peça Castro Alves Pede Passagem, de Gianfrancesco Guarnieri, e volta ao Rio de Janeiro.
Em 1982, recebeu seu primeiro Prêmio Moliére de melhor ator, por seu trabalho na peça A Aurora da Minha Vida, de Naum Alves de Sousa. Anos depois, ganharia mais dois: em 1989, pela atuação em Machado em Cena – Um Sarau Carioca, de Luís de Lima; e em 1994, por sua interpretação como o Padre Antônio Vieira, no monólogo O Sermão da Quarta-feira de Cinzas, de Moacir Chaves. Este personagem também lhe valeu os prêmios Shell e Mambembe.
Em 1996, recebe o Prêmio Cultura Inglesa pelo "Shylock" de "O Mercador de Veneza" de W. Shakespeare. Em 2004 recebe outro "Prêmio Shell" pelo monólogo "Soppa de Letra".

### Televisão
Em 1969, fez sua estréia na televisão, na Rede Tupi de São Paulo no elenco da telenovela Super Plá, de Bráulio Pedroso. Ainda na Tupi, participaria de mais duas novelas: Toninho on The Rocks, de Teixeira Filho, em 1970 e, Dinheiro Vivo, de Mário Prata, em 1979.
Em 1972, estreou na TV Globo, a convite do ator e diretor Moacyr Deriquém, na telenovela Bicho do Mato, de Chico de Assis e Renato Corrêa e Castro. Em seguida, integrou o elenco da novela A Patota, de Maria Clara Machado, contracenando pela primeira vez na televisão com Marco Nanini.
Em 1975, protagonizou o primeiro nu masculino da televisão brasileira, na telenovela Gabriela, adaptação de Walter George Durst. Foi nesse ano também que ganhou seu primeiro protagonista, o jovem aventureiro Carlos de O Noviço, adaptação de Mário Lago. Em 1976, participou de Saramandaia, de Dias Gomes e em 1978, despontou em O Pulo do Gato, de Bráulio Pedroso.
Em 1979, chamado por Walter Avancini, volta à Rede Tupi de São Paulo para fazer a novela "Dinheiro Vivo", de Mario Prata, direção de José de Anchieta.
De volta ao Rio de Janeiro e à Rede Globo em 1981, desta vez, na linha de shows da emissora é convidado por Jô Soares, para integrar o elenco do novo programa do humorista, o Viva o Gordo, no qual interpretou diversos personagens e protagonizou vários esquetes ao lado de Bia Nunnes. A experiência de trabalho com o humor foi tão proveitosa que, anos depois, voltaria a participar de outros programas do gênero, como TV Pirata (1990) e Minha Nada Mole Vida" (2007).
Em 1988, participou da telenovela Vale Tudo, Gilberto Braga, como Audálio Polyana, e no mesmo ano, fez parte do elenco da minissérie O Primo Basílio, também de Gilberto Braga.
No ano de 1991, esteve na minissérie O Sorriso do Lagarto, adaptação de Walther Negrão. Em seguida, encarnou o homossexual Adamastor, na novela Pedra Sobre Pedra (1992), de Aguinaldo Silva, e ainda integrou o elenco de O Mapa da Mina (1993), última novela do autor Cassiano Gabus Mendes.
Seus trabalhos a seguir foram: em 1995, na minissérie Engraçadinha... Seus Amores e Seus Pecados, adaptação de Leopoldo Serran; em 1996 na novela O Fim do Mundo (1996), de Dias Gomes; em 1997 na novela A Indomada, de Aguinaldo Silva e Ricardo Linhares; em 1998, na segunda versão de Pecado Capital , de Glória Perez, e uma participação especial no primeiro capítulo da novela Torre de Babel, de Silvio de Abreu.
Em 2000, participou: da minissérie A Invenção do Brasil, criada e dirigida por Guel Arraes e Jorge Furtado; da novela O Cravo e a Rosa, de Walcyr Carrasco; e da minissérie A Muralha, adaptação de Maria Adelaide Amaral.
Em 2002, despontou: na minissérie O Quinto dos Infernos, de Carlos Lombardi, e na novela Sabor da Paixão, de Ana Maria Moretzsohn, logo depois, esteve no elenco da minissérie Um Só Coração (2004), de Maria Adelaide Amaral e Alcides Nogueira.
Um dos seus personagens de maior sucesso em novelas veio em Belíssima (2005), de Silvio de Abreu, onde deu vida a Argemiro Falcão, irmão da arquivilã Bia Falcão (Fernanda Montenegro). Dois anos depois, fez uma participação especial em Amazônia, de Galvez a Chico Mendes (2007), de Glória Perez.
Além de seus trabalhos em novelas e minisséries, fez várias participações, em diversos seriados e especiais de sucesso da TV Globo como, no interativo Você Decide, entre 1992 e 1998, atuando em sete episódios, e, em 2004, no seriado A Diarista.
No mesmo ano, ao lado de Andréa Beltrão, Marisa Orth, Drica Moraes e Selton Mello, protagonizou Os Aspones (2004), seriado escrito por Fernanda Young e Alexandre Machado. No ano seguinte, fez participações especiais em A Grande Família (2001), como Frank, irmão de Lineu , e no humorístico Sob Nova Direção (2005).
Em 2007, esteve na novela Desejo Proibido, de Walther Negrão, e mais tarde pode ser visto na minissérie Som & Fúria, co-produção da Rede Globo com a produtora O2 Filmes, em que deu vida a Lourenço Oliveira, famoso diretor de teatro, que morre e volta para atormentar o protagonista Dante. Em 2010 entrou ao ar como Ferdinando em Cama de Gato, interpretando o pai do protagonista, Marcos Palmeira, casado com Julieta, Suely Franco. E em 2012 participa como Zé da Carmem na novela Amor Eterno Amor, de Elizabeth Jhin.
Em 2013, após mais de 30 anos na Rede Globo, o ator não renovou contrato com a emissora para se dedicar exclusivamente ao teatro.

### Morte
O ator morreu no CTI da Casa de Saúde São José no Rio de Janeiro em 21 de dezembro de 2022. Ele lutava contra um enfisema pulmonar e tinha 74 anos. Ele foi velado no Theatro Municipal do Rio de Janeiro e seu corpo foi cremado no Cemitério da Penitência.

## Filmografia

### Televisão
| Ano     | Título                             | Personagem                            | Notas                                           |
| ------- | ---------------------------------- | ------------------------------------- | ----------------------------------------------- |
| 1970    | Super Plá                          | Aluísio                               |                                                 |
| 1970    | Toninho on the Rocks               | Gregório                              |                                                 |
| 1972    | Bicho do Mato                      | Gastão Medeiros Rodrigues             |                                                 |
| 1972    | A Patota                           | José Antônio                          |                                                 |
| 1975    | Gabriela                           | Juvenal Viana Leal (Juca)             |                                                 |
| 1975    | O Noviço                           | Carlos                                |                                                 |
| 1976    | Saramandaia                        | Dirceu Tavares                        |                                                 |
| 1978    | O Pulo do Gato                     | Francisco Lourival (Chiquito)         |                                                 |
| 1979    | Dinheiro Vivo                      | Bebeco                                |                                                 |
| 1981–87 | Viva o Gordo                       | Vários personagens                    |                                                 |
| 1988    | Vale Tudo                          | Aldálio Candeias (Poliana)            |                                                 |
| 1988    | O Primo Basílio                    | Sebastião Curvelo                     |                                                 |
| 1988–92 | TV Pirata                          | Vários personagens                    |                                                 |
| 1991    | O Sorriso do Lagarto               | Padre Monteirinho                     |                                                 |
| 1992    | Pedra sobre Pedra                  | Adamastor Moreira Crownley            |                                                 |
| 1992    | Você Decide                        | Glauco Tilman                         | Episódio: "Coração Partido"                     |
| 1993    | O Mapa da Mina                     | Joaquim Machado (Joe)                 |                                                 |
| 1993    | Você Decide                        | Cristovão                             | Episódio: "Chofer de Táxi"                      |
| 1993    | Você Decide                        | Kléber                                | Episódio: "Ídolo Perdido"                       |
| 1994    | Você Decide                        | Carlos                                | Episódio: "O Chamado da Glória"                 |
| 1994    | Caso Especial                      | Taxista                               | Episódio: "A Desinibida do Grajaú               |
| 1995    | Engraçadinha                       | Zózimo Araújo                         |                                                 |
| 1995    | Você Decide                        | Marcelo                               | Episódio: "Barbada Além"                        |
| 1995    | Você Decide                        | Zangado                               | Episódio: "Branca de Neve"                      |
| 1996    | O Fim do Mundo                     | Raimundo (Mudinho)                    |                                                 |
| 1997    | A Indomada                         | Padre Joseph                          |                                                 |
| 1997    | Alice no País da Música            | Dr. Assis                             |                                                 |
| 1998    | Torre de Babel                     | Seu Josué                             | Episódios: "25–26 de maio"                      |
| 1998    | Malhação                           | Empresário do piloto Alexandre Barros | Participação: Temporada 4                       |
| 1998    | Pecado Capital                     | Clóvis Tenório                        |                                                 |
| 1998    | Você Decide                        | Justino Kundera                       | Episódio: "O Flagrante"                         |
| 1999    | O Belo e as Feras                  | Pereira                               | Episódio: "Filho porque qui-lo"                 |
| 1999    | Mulher                             | Mouhamed                              |                                                 |
| 2000    | A Muralha                          | Davi Fonseca (Mestre Davidão)         |                                                 |
| 2000    | A Invenção do Brasil               | Dom Jayme de Lima                     |                                                 |
| 2000    | O Cravo e a Rosa                   | Calixto de Oliveira                   |                                                 |
| 2001    | Brava Gente                        | Taxista                               | Episódio: "A História do Passarinho"            |
| 2002    | O Quinto dos Infernos              | Peterson Camargo, Marquês di Pesto    |                                                 |
| 2002    | Sabor da Paixão                    | Vicente da Silva                      |                                                 |
| 2003    | A Grande Família                   | Frank Silva                           | Episódio: "Vida de Inseto"                      |
| 2004    | Um Só Coração                      | José de Freitas Vale                  |                                                 |
| 2004    | Os Aspones                         | Caio Machado                          |                                                 |
| 2004    | A Diarista                         | Pedro                                 | Episódio: "Num Piscar de Olhos"                 |
| 2005    | Sob Nova Direção                   | Ciro                                  | Episódio: "Moquequinha de Luxo"                 |
| 2005    | A Grande Família                   | Frank Silva                           | Episódio: "O Irmão Mais Esperto de Lineu Silva" |
| 2005    | Belíssima                          | Argemiro Falcão (Gigi)                |                                                 |
| 2007    | Desejo Proibido                    | Galileu Boticário                     |                                                 |
| 2007    | Amazônia, de Galvez a Chico Mendes | Conrado Constantino                   |                                                 |
| 2007    | Minha Nada Mole Vida               | Flávio Pascal                         | Episódio: "Segredos Chocantes"                  |
| 2008    | Faça Sua História                  | Noel Rosa da Conceição                | Episódio: "O Noel Rosa da Conceição"            |
| 2009    | Som & Fúria                        | Lourenço Oliveira                     |                                                 |
| 2009    | Cama de Gato                       | Ferdinando Brandão                    |                                                 |
| 2010    | Batendo Ponto                      | Guilherme Rosenbauer                  |                                                 |
| 2012    | Amor Eterno Amor                   | José do Carmo Sobral (Zé da Carmem)   |                                                 |
| 2012    | As Brasileiras                     | Ney Muniz Allende                     | Episódio: "Maria do Brasil"                     |
| 2013    | O Dentista Mascarado               | Lucien                                | Episódio: "A Placa Implacável"                  |
| 2014    | Por Isso Eu Sou Vingativa          | Onofre Braga Range                    |                                                 |
| 2017    | Prata da Casa                      | Isidoro Munhoz                        |                                                 |
| 2022    | Independências                     | Bibliotecário                         | Episódio: "1"                                   |

### Cinema
| Ano  | Título                          | Personagem                   |
| ---- | ------------------------------- | ---------------------------- |
| 1970 | Orgia Ou O Homem Que Deu Cria   |                              |
| 1973 | Como É Boa Nossa Empregada      | Lula (Eps: Lula e a copeira) |
| 1980 | Prova de Fogo                   | Mauro                        |
| 1981 | O Beijo no Asfalto              | Funcionário da repartição    |
| 1982 | Índia, a Filha do Sol           | Maneco                       |
| 1982 | Menino do Rio                   | Leopoldo                     |
| 2000 | Amélia                          | Salustiano                   |
| 2001 | Caramuru - A Invenção do Brasil | Dom Jayme                    |
| 2005 | O Coronel e o Lobisomem         | Seu Juquinha                 |
| 2010 | Chico Xavier                    | Padre Gumercindo Scarzelo    |
| 2013 | O Concurso                      | Meirinho                     |

## Teatro[6]
- 1968 - Roda Viva
- 1968 - Galileu Galilei
- 1969 - Romeu e Julieta
- 1970 - A Vida Escrachada de Joana Martini e Baby Stompanato
- 1970 - O Beijo no Asfalto
- 1970 - Jorginho, o Machão
- 1971/1972 - Castro Alves Pede Passagem
- 1973 - O Trágico Fim de Maria Goiabada
- 1974 - A Teoria na Prática É Outra
- 1975 - Afronta ao Público
- 1975 - Oh, Carol
- 1976 - A Longa Noite de Cristal
- 1977 - Os Saltimbancos
- 1978 - A história é uma história
- 1978 - O Primeiro
- 1978 - Lúcia Elétrica de Oliveira
- 1980 - Uma Noite em Sua Cama
- 1981 - O Bravo Soldado Schweik
- 1982 - A Aurora da Minha Vida
- 1985 - Um Beijo, um Abraço, um Aperto de Mão
- 1986 - Amor por Anexins
- 1986 - El Grande de Coca-Cola
- 1987 - O Amante Descartável
- 1987 - Pluft, o Musical
- 1989 - Machado em Cena - Um Sarau Carioca
- 1992 - Circo da Solidão
- 1993 - Detalhes Tão Pequenos de Nós Dois
- 1994 - Sermão da Quarta-Feira de Cinza
- 1996 - O Mercador de Veneza
- 1996 - A Ópera das 4 Notas
- 1997 - Anônima
- 1999 - Arte
- 2002 - O Círculo das Luzes
- 2004 - Soppa de Letra
- 2004 - A Aurora da Minha Vida
- 2004 - Amahal e os Visitantes da Noite
- 2008 - Um Homem Célebre
- 2010 - A Eva Futura
- 2016 - Histeria
- 2022 - Os Reis do Riso

## Prêmios e indicações
| Ano  | Associações                             | Categoria                     | Nomeações                              | Resultado |
| ---- | --------------------------------------- | ----------------------------- | -------------------------------------- | --------- |
| 1974 | Prêmio Governador do Estado             | Melhor Ator                   | Castro Alves Pede Passagem             | Venceu    |
| 1977 | Prêmio Mambembe                         | Melhor Ator                   | Os Saltimbancos                        | Indicado  |
| 1982 | Prêmio Molière                          | Melhor Ator                   | A Aurora da Minha Vida                 | Venceu    |
| 1989 | Prêmio Molière                          | Melhor Ator                   | Machado em Cena - Um Sarau Carioca     | Venceu    |
| 1994 | Prêmio Shell                            | Melhor Ator                   | O Sermão da Quarta-Feira de Cinzas     | Venceu    |
| 1994 | Troféu Mambembe                         | Melhor Ator                   | O Sermão da Quarta-Feira de Cinzas     | Venceu    |
| 1994 | Prêmio Qualidade Brasil                 | Melhor Ator de Teatro         | O Sermão da Quarta-Feira de Cinzas     | Venceu    |
| 1994 | Prêmio Molière                          | Melhor Ator                   | O Sermão da Quarta-Feira de Cinzas     | Venceu    |
| 1996 | Prêmio da Cultura Inglesa               | Melhor Ator                   | O Mercador de Veneza                   | Venceu    |
| 2001 | Prêmio Qualidade Brasil - RJ            | Melhor Ator Teatral Drama     | O Sermão da Quarta-Feira de Cinzas     | Indicado  |
| 2002 | Troféu Candango do Festival de Brasília | Melhor Ator em Curtas de 35mm | Cego e Amigo Gedeão à Beira da Estrada | Venceu    |
| 2004 | Prêmio Shell                            | Melhor Ator                   | Soppa de Letra                         | Venceu    |
| 2005 | Prêmio Arte Qualidade Brasil            | Melhor Ator em Humorístico    | Os Aspones                             | Indicado  |
| 2005 | Prêmio Qualidade Brasil                 | Melhor Ator Coadjuvante       | O Coronel e o Lobisomem                | Indicado  |
| 2006 | Prêmio Guarani de Cinema Brasileiro     | Melhor Ator Coadjuvante       | O Coronel e o Lobisomem                | Indicado  |